# Phaenopharos khaoyaiensis
Phaenopharos khaoyaiensis är en insektsart som beskrevs av Oliver Zompro 2000. Phaenopharos khaoyaiensis ingår i släktet Phaenopharos och familjen Diapheromeridae. Inga underarter finns listade i Catalogue of Life.